# Estación de Orriols
Orriols es una estación de la línea 6 de Metrovalencia que se encuentra en el barrio de Orriols de Valencia. Fue inaugurada el 27 de septiembre de 2007. Está situada en el número 40 de la calle San Vicente de Paúl, donde se levantan los dos andenes a ambos lados de las vías del tranvía.